# سسک‌واران
سسک‌واران (نام علمی: Sylvioidea) نام یک بالاخانواده از زیرراسته پرندگان آوازخوان است. اکنون جایگاه این گروه از پرندگان از بالاخانواده سسک‌واران Sylvioidea به خُردراسته سسک‌واریان (Sylviida) ارتقاء یافته است.